# Gunungsari (Windusari)
Gunungsari is een bestuurslaag in het regentschap Magelang van de provincie Midden-Java, Indonesië. Gunungsari telt 1996 inwoners (volkstelling 2010).